# Youssef Belabbès
Pour les articles homonymes, voir Ben Abbes Taarji.
Youssef Belabbès Tâarji, né le 15 août 1921 à Marrakech et décédé le 26 mai 1997 à Paris 7e, est un médecin, homme politique et diplomate marocain.

## Biographie

### Enfance
Il appartient a une famille de lettrés. Son père, Abbes ben Brahim Semlali était grand Cadi de la capitale du sud.
Il fait ses études dans sa ville natale jusqu'au lycée.

### Jeunesse
Il termine ses études supérieures à Alger et à Paris. A son retour au Maroc en 1949, il est nommé médecin-chef de l'hôpital d'Essaouira.

### Parcours
Il devient ministre de la santé publique le 24 décembre 1958 dans le gouvernement Ibrahim. Le 26 février 1961, il est reconduit au même poste dans le Conseil Hassan II 2, puis une troisième fois lors du remaniement du 2 juin 1961.
Le 5 janvier 1963, il est nommé ministre de l'Éducation nationale dans le Conseil Hassan II 3. Il est reconduit au même poste le 13 novembre 1963 dans le gouvernement Ahmed Bahnini,.
Il est l'auteur de la circulaire interdisant aux élèves âgés de plus de 16 ans de redoubler « le brevet » (l'équivalent de la troisième), ce qui a pour effet de faire réagir l'Union nationale des étudiants du Maroc (UNEM). Le 23 mars 1965, à la suite d'une manifestation qui se transforme en révolte sociale, l'armée mène la répression avec à sa tête le général Mohamed Oufkir. Cette répression fait partie de la page sanglante de l'histoire de la ville de Casablanca.
Le 7 janvier 1966, il est nommé ambassadeur du Maroc en Égypte et présente le 7 février de la même année ses lettres de créance au président égyptien Gamal Abdel Nasser.
Le souverain marocain le nomme ambassadeur du Maroc en Italie, il remplace Moulay El Hassan ben Al Mehdi et présente ses lettres de créance au président italien Giuseppe Saragat le 21 mars 1967.
Il est nommé ambassadeur du Maroc en Algérie en 1969 où il remplace Abdellatif Filali.
Le 14 octobre 1970, Hassan II le nomme ministre des affaires étrangères en remplacement de Abdelhadi Boutaleb poste qu'il va occuper jusqu'en septembre 1972,,.
Le 22 septembre 1972, Il est nommé ambassadeur du Maroc en France où il remplace Mohamed Laghzaoui, il occupe ce poste jusqu'en 1990 côtoyant les présidents Pompidou, Giscard d'Estaing et François Mitterrand. Il s'était distingué à cette période en devenant en particulier le doyen du corps diplomatique à Paris,.
Il inaugure en date du 17 décembre 1976 le bureau de l'agence Maghreb Arabe Presse à Paris.

## Décès
Il décède à Paris le 27 mai 1997.